# عرب‌های آرژانتین
عرب‌های آرژانتین آرژانتینی‌هایی هستند که تبار عربی دارند. اکثر عرب‌های آرژانتینی از شام (سوریه، لبنان و فلسطین) هستند اما از سایر جهان عرب مثل مصر و مراکش نیز در میان آنها هست. جمعیت آنها بین یک میلیون و سیصد هزار تا سه میلیون و پانصد هزار نفر برآورد می‌شود. بیشتر عرب‌های آرژانتینی مسیحی هستند. اولین موج مهاجرت اعراب به آرژانتین برمی گردد به سال ۱۸۶۰ میلادی و مهاجرت مسیحیان به این کشور به دنبال جنگ دروزی‌ها و مارونی‌ها.